# Carácuaro
Carácuaro är en ort i Mexiko.   Den ligger i kommunen Carácuaro och delstaten Michoacán de Ocampo, i den södra delen av landet, 210 km väster om huvudstaden Mexico City. Carácuaro ligger 544 meter över havet och antalet invånare är 3 218.
Terrängen runt Carácuaro är huvudsakligen kuperad. Carácuaro ligger nere i en dal. Runt Carácuaro är det glesbefolkat, med 10 invånare per kvadratkilometer. Carácuaro är det största samhället i trakten. I omgivningarna runt Carácuaro växer huvudsakligen savannskog.